# Mandarine satsuma
Citrus reticulata subsp. unshiu
Pour les articles homonymes, voir Mikan.
Sous-espèce
Citrus reticulata subsp. unshiu (anciennement Citrus unshiu Marcovitch), le mandarinier satsuma, satsuma également nommé Mandarine de Canton, mikan, est un agrume japonais résistant au froid et à fruits précoces.
Il constitue un sous-groupe naturel de mandarine génétiquement différent aux côtés de la mandarine commune (C. reticulata Blanco), la clémentine (C. clementina Hort. ex. Tan), la mandarine méditerranéenne (C. deliciosa Tenore), la mandarine royale (C. nobilis Loureiro) et les hybrides de mandarine (tangor et tangelo). Le mandarinier satsuma est différent du ponkan (Citrus tangerina Tanaka) plus tardif, fréquent en Chine et également produit au Japon (cultivars Ota, Morita, Yoshida, et Imazu).

## Dénomination
Les mandarines douces et généralement sans pépins ou 蜜柑 (mikan) sont populaires au Japon sous le nom de ウンシュウミカン, みかん (Unshūmikan, mikan), 温州市ミカン mandarine Wenzhou depuis l'ère Meiji. Une tradition voudrait que c'est depuis la ville de Wenzhou, dans la province chinoise du Zhejiang qu'elle est arrivée au Japon via Kagoshima, de là elle aurait gagné la préfecture d'Ehime en 1794, introduite par M. Jiro Kagayama à Tosa, plus tard encore, en 1895 à Nishiuwa.
Paul Peillot (1890) note l'incertitude sur cette origine : « Tsuboi Kumazo ( Actes du XIIe Congr. intern. des Orientalistes, Rome 1899) pense que les oranges de 雲州 Unshü sont des oranges de Wentcheou en Chine; le Dictionnaire japonais-français de Lemaréchal voudrait au contraire que les unshü-mikan fussent des oranges de la province japonaise d’Izumo; je ne sais qui a raison ».
Mikan était utilisé en français au XIXe siècle, de nos jours on parle de mandarine satsuma ou satsuma en français, satsuma mandarin ou satsuma orange en anglais. Ce serait l'épouse d'un membre du personnel de l'ambassade américaine qui aurait introduit sous l'ère Meiji aux USA des mandariniers achetés dans la province de Satsuma (préfecture de Kagoshima), nom qu'ils ont conservé.
Le taxonomiste Swingle la classe C. reticulata Blanco et Tanaka C. unshiu Marcov.

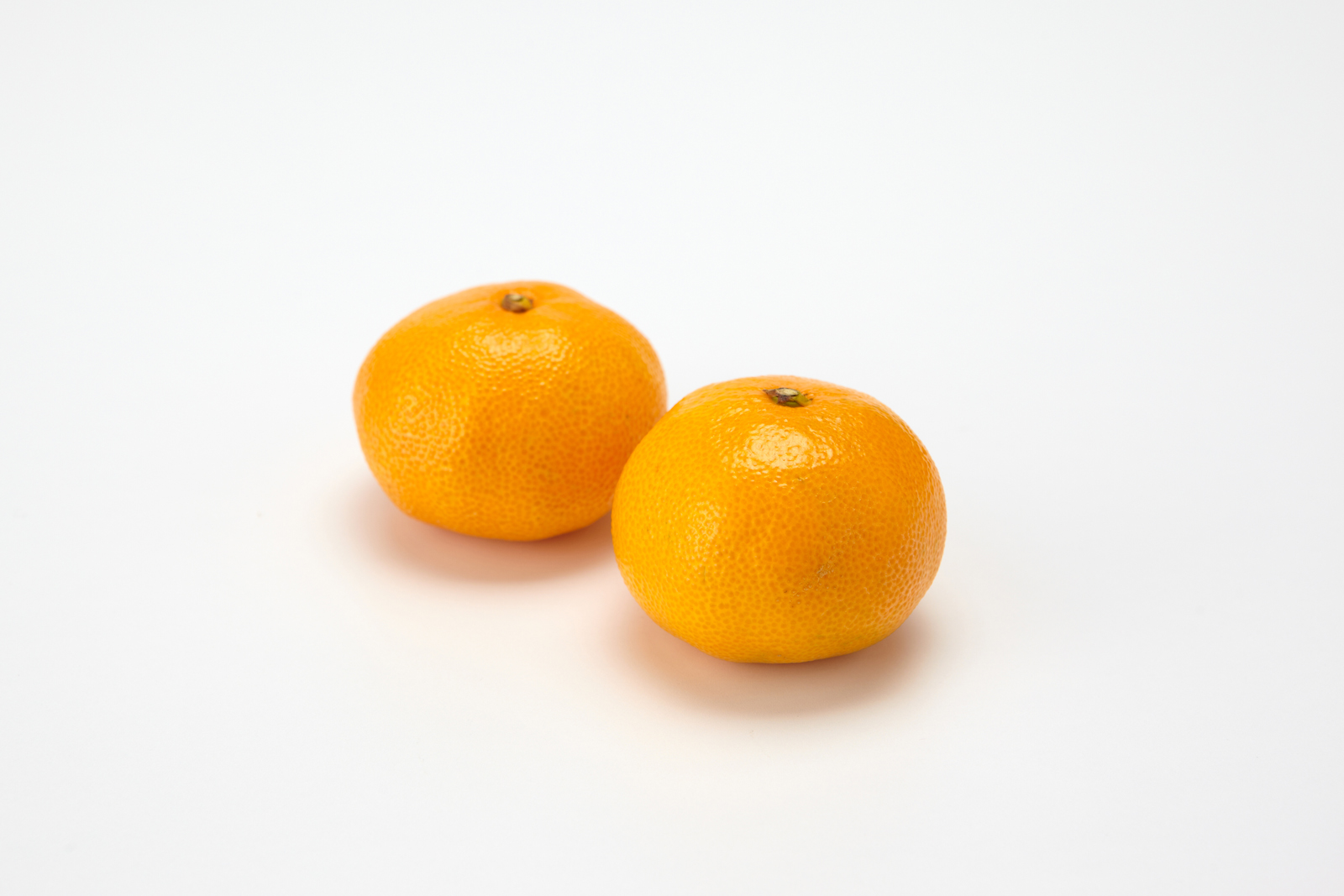
Mandarines satsuma

### Genre
Mikan a le genre féminin ou masculin en français selon les sources. Le masculin a l'antériorité et domine les usages écrits. La Société d'acclimatation (1880) écrit « Le Mikan (Citrus margarita) ou Oranger, dont le fruit est une mandarine de grosseur ordinaire, mais de qualité inférieure, analogue à celle du Fokien (Chine) », la Mission du Ministère de l'agriculture français à travers le Japon (1891) de même « Parmi les quarante espèces ou variétés qu’ils produisent, je citerai le Mikan (Citrus nobilis) ou mandarine, le fruit le plus savoureux du pays ». Joseph Dautremer (2023. L'empire japonais et sa vie économique) emploie toujours le masculin. La mikan apparait en 1933 dans La Vie Agricole de la Dépêche Algérienne.
De même un satsuma ou une satsuma se rencontrent.

## Phylogénie

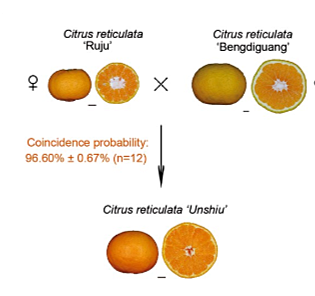
Modèle d'origine de la mandarine Satsuma. La probabilité de coïncidence correspond à la probabilité qu'un paysage génomique corresponde aux relations génétiques entre les parents et les hybrides.

Shimizu et al. (2016) écrivent sur la base d'une approche génétique statistique des marqueurs ADN que satsuma est une progéniture rétrocroisée (BC 1) de la variété de mandarine Kishu (C. kinokuni hort. ex Tanaka) pour parent de la graine et de kunenbo-A (C. nobilis Lour. var. kunep Tanaka) en tant que pollinisateur. Leur analyse de filiation a identifié Yatsushiro (C. yatsushiro hort ex. Tanaka) comme une progéniture des mêmes parents (Kishu x kunenbo-A) avec une combinaison croisée opposée. Satsuma et Yatsushiro sont donc dans ces populations frères et sœurs. Cette analyse met fin à diverses hypothèses qui donnaient les satsuma proche du chinois Tsaokieh (Citrus succosa Hoet.), Mankieh (Citrus tardirefax Host.) et Pentitsao (Citrus succosa Host.).
En 2025, Shengjun Liu et al.  séquencent 15 agrumes du Zhejiang, 33 Satsuma et hybrides, 17 mandariniers modernes avec analyse génomique à haute résolution. Satsuma apparait un croisement entre C. reticulata 'Ruju' (parent femelle) et  C. reticulata 'Bendiguang' (fécondateur) qui aurait eu lieu à l'est de la province du Zhejiang en Chine. Ces géniteurs ont pour probabilité 96,6 ± 0,67% %. 

### Descendance
Les satsuma sont les géniteurs de nombreux agrumes japonais dont le kabosu, Harehime, Tsunokaori, les mandarines Hayaka (Satsuma x Ponkan), Kara (Satsuma x King) et Saga (Satsuma x Fairchild), les tangors Kiyomi et Aki (Satsuma x orange douce). En Europe, Carvalhal est un hybride précoce portugais qui a donné Bellezza mandarine obtenue en Italie Camille Jaquemond et al. (2013) écrivent que l'absence de pépins incite à utiliser les satsuma dans les programmes de création variétale. Par exemple le tangor Murcott stérile (sans pépins) possède les mitochondries des satsuma.

## Histoire
Sa diffusion de Chine au Japon serait contemporaine des échanges culturels et commerciaux de la dynastie Tang et au-delà. Traditionnellement la satsuman nommée mandarine de Wenzhou au Japonn avait pour origine la préfecture de Wenzhou et est attestée sous la dynastie des Song du Sud. Il est probable que les premières cultures au Japon se sont faites à Kagoshima (en 1709, Kaibara y décrit des 'Unshukitsu' = satsuma). Il aurait existé des mandariniers vieux de 860 ans (en 2021) à Ōita, ils dateraient donc du XIIe siècle.
En 1923 Tanaka en fait l'éloge : « La taille d'un fruit moyen est nettement plus grande que celle de la mandarine commune méditerranéenne et la pulpe est beaucoup plus sucrée et plus parfumée. La plante est très rustique et résistante à diverses maladies, notamment au chancre des agrumes. Il est prolifique et ses exigences culturelles sont moins grandes. Depuis sa première apparition dans la culture commerciale, tous les producteurs japonais ont abandonné la plantation de la mandarine, car Satsuma s'est révélée supérieure à tous égards. Elle commence à fructifier très tôt, que le fruit mûrit au début de l'automne, alors qu'aucun autre agrume ne se trouve sur le marché, et que le fruit se conserve longtemps facilement ».

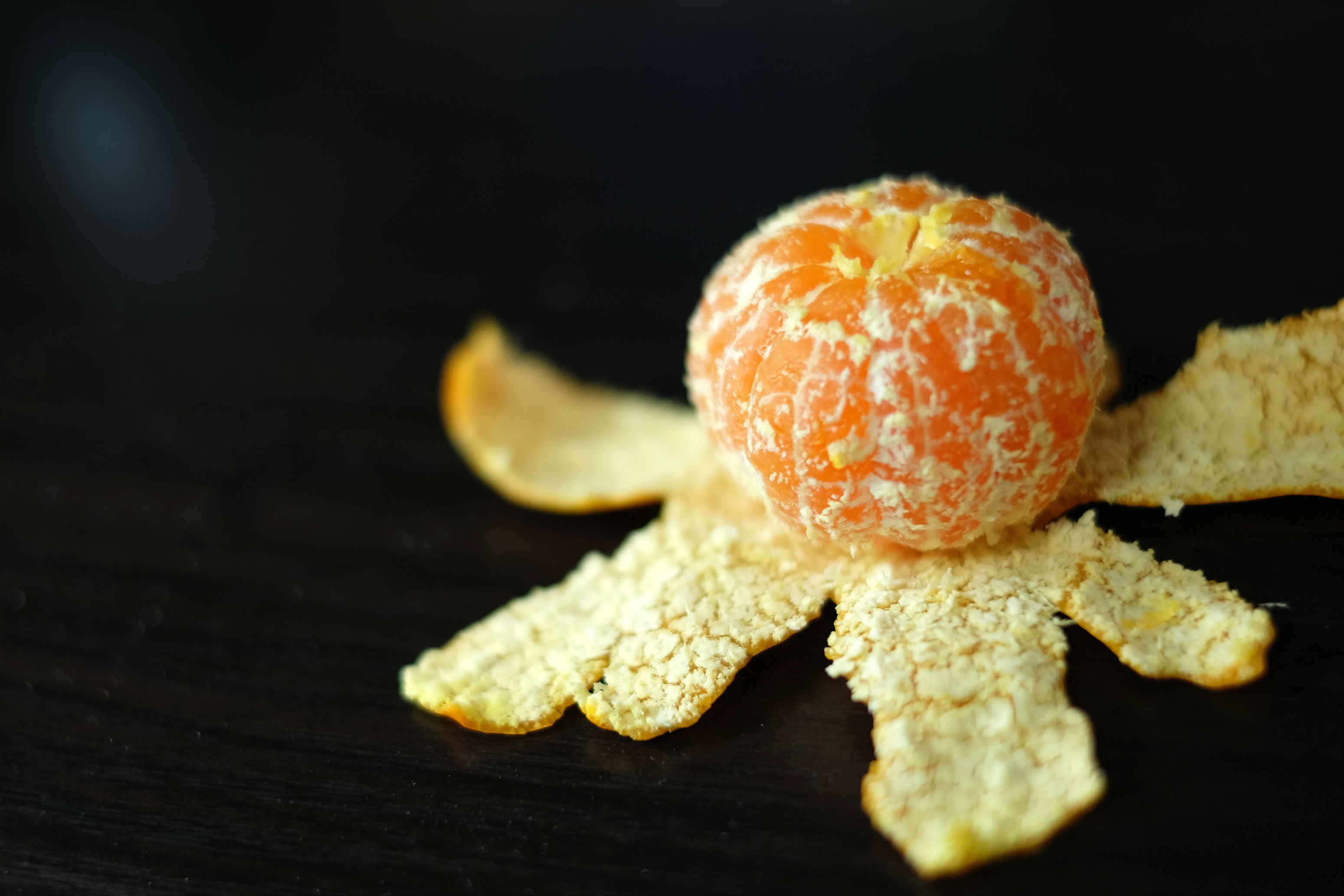
facile à peler

Les satsumas sont précoces et productifs ; les premiers fruits (cultivars Hashimoto et Miyamoto au Japon) sont récoltés de début septembre à décembre dans l'hémisphère nord, d'avril à mai dans l'hémisphère sud, autrement dit 2 mois avant les mandarines méditerranéennes ou les ponkan. C'est pourquoi la grande culture des satsumas a rapidement gagné la Californie, la Floride, le Brésil, l'Espagne, l'Italie et le Maroc. Dans ces pays, elles sont récoltées vertes puisque les températures sont encore douce, puis traitées (déverdissement), généralement par le froid ou par l'éthylène, pour rendre la couleur du péricarpe orange, comme l'exigent les consommateurs occidentaux . En Asie, les fruits murs sont souvent vendus verts, ou verts avec la base orange (la maturité de la pulpe est indépendante de celle du péricarpe chez les agrumes). Leur consommation est précédé d'une semaine au moins de repos après la récolte, en général à 20 °C, repos qui donne un fruit plus équilibré, il a été observé (2012) que la teneur en 11 acides aminés (phénylalanine, tryptophane, tyrosine, isoleucine, leucine, valine, thréonine, lysine, méthionine, histidine et acide γ-aminobutyrique) augmente entre 20 à 30 °C. De plus à 20 °C  la teneur en caroténoïdes du flavedo augmente sans affecter celle des sacs de jus.
Après avoir connu une importante diffusion chez les producteurs occidentaux (37% de l'offre méditerranéenne en 1970) les satsuma ont progressivement disparu des cultures (10% de l'offre en 2010). Clauselina, obtention espagnole, Owari et Okitsu étaient encore les premières mandarines de la saison en 2002. En 2012 Iwasaki, Clauselina et Okitsu sont talonnées par Marisol. Les obtentions de mandarines méditerranéennes hâtives Oroval, Marisol, puis Oronules et Clemenrubi les ont remplacées. Le calendrier de récolte des variétés espagnoles donné par IVIA ne maintient plus qu'Iwasaki en mandarine de septembre, elle est suivie par les nouvelles Basol, Clemensoon, Clemenclara, Clemenrubi. Camille Jaquemond et al. (2013) attribuent leur disparition en Europe et en Afrique du Nord à leur saveur douceâtre et à leur couleur pâle.
Au Japon la production de satsuma s'est également effondrée, de 3,5 millions de t en 1970, elle est tombée à moins d'un million de t.

## Description

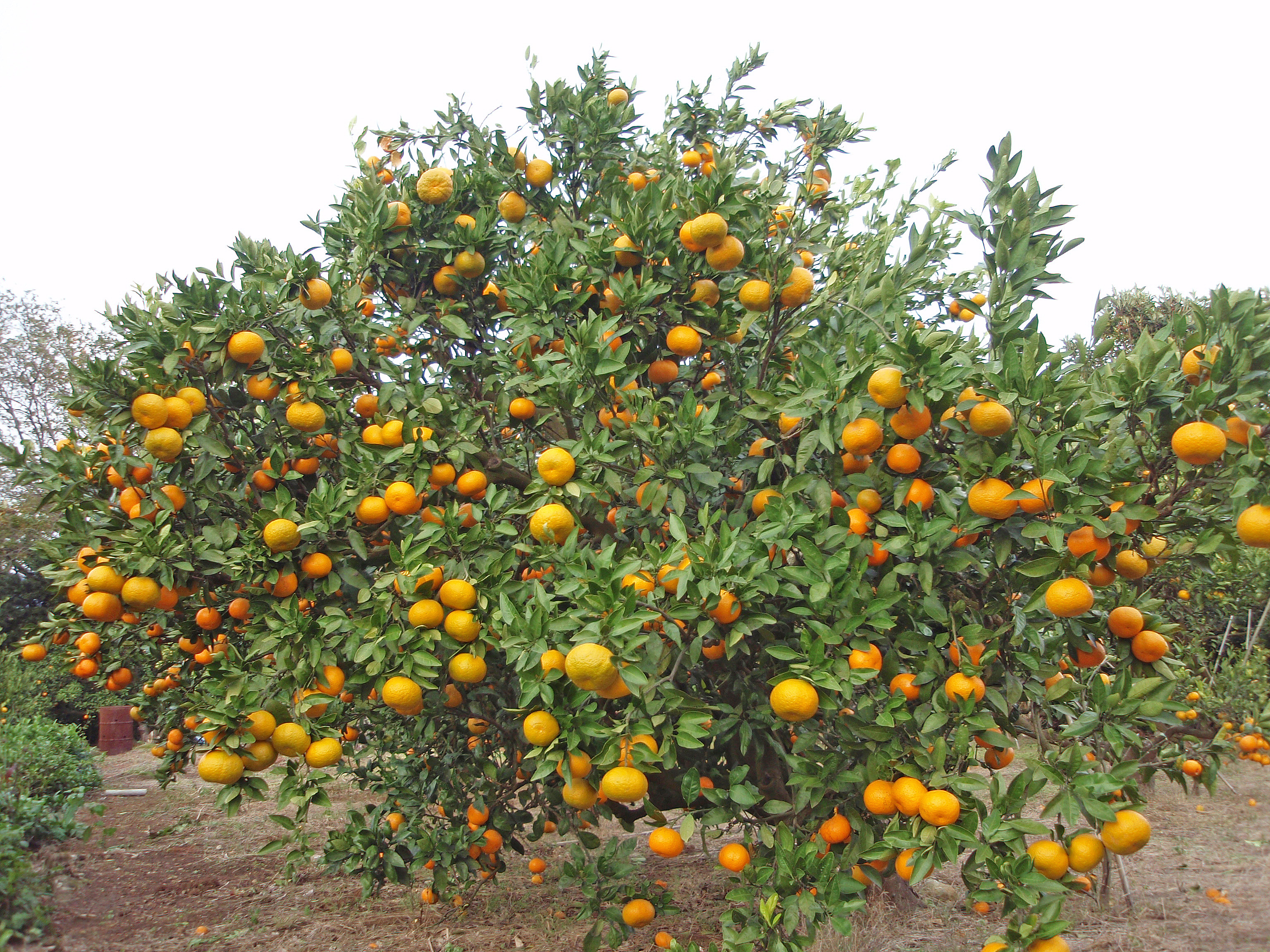
satsumas sur l'arbre

L'arbre est petit à moyen, avec une canopée basse, généralement étalée et tombante, presque sans épines, la feuille lancéolées sont plus larges que celles des autres mandariniers. La fleur blanche est hautement parthénocarpique. Le fruit rond et aplati mesure en moyenne 6 à 10 cm de diamètre a une écorce fine fragile et facile à peler. Il compte 10 à 12 segments aux membranes fines à la pulpe presque fondante, texture appréciée au Japon, d'une saveur douce, sucrée-acidulée équilibrée.
La tolérance au froid est variable : −9,4 °C (15 °F) est cité en Floride pour l'arbre adulte, mais les jeunes arbres ne supportent que −3 °C (26 °F) . T.K. Lim (2012) donne −7 °C. Les fruits sont endommagés dès −4 °C les températures de déverdissement sont comprises entre −1,5 et 3,5 °C. Les signes de maturité sont la base concave souple, le péricarpe brillant avec des pores ouverts, la densité élevée du fruit. Le Ministère de l'Agriculture japonais a étudié les conséquences du réchauffement climatique sur la culture des satsumas : une baisse de la production est prévisible à l'horizon 2080 ainsi qu'un déplacement vers le nord des zones de cultures.
Les mandariniers satsuma sont sensibles à l'alternance bisannuelle.

### Caractère asperme
Les fruits sont parthénocarpiques (sans pépins) en raison de la dégénérescence du pollen, mais lorsque les fleurs sont pollinisées avec des grains de pollen viables d'autres variétés d'agrumes, elles donnent des fruits porteurs de graines.

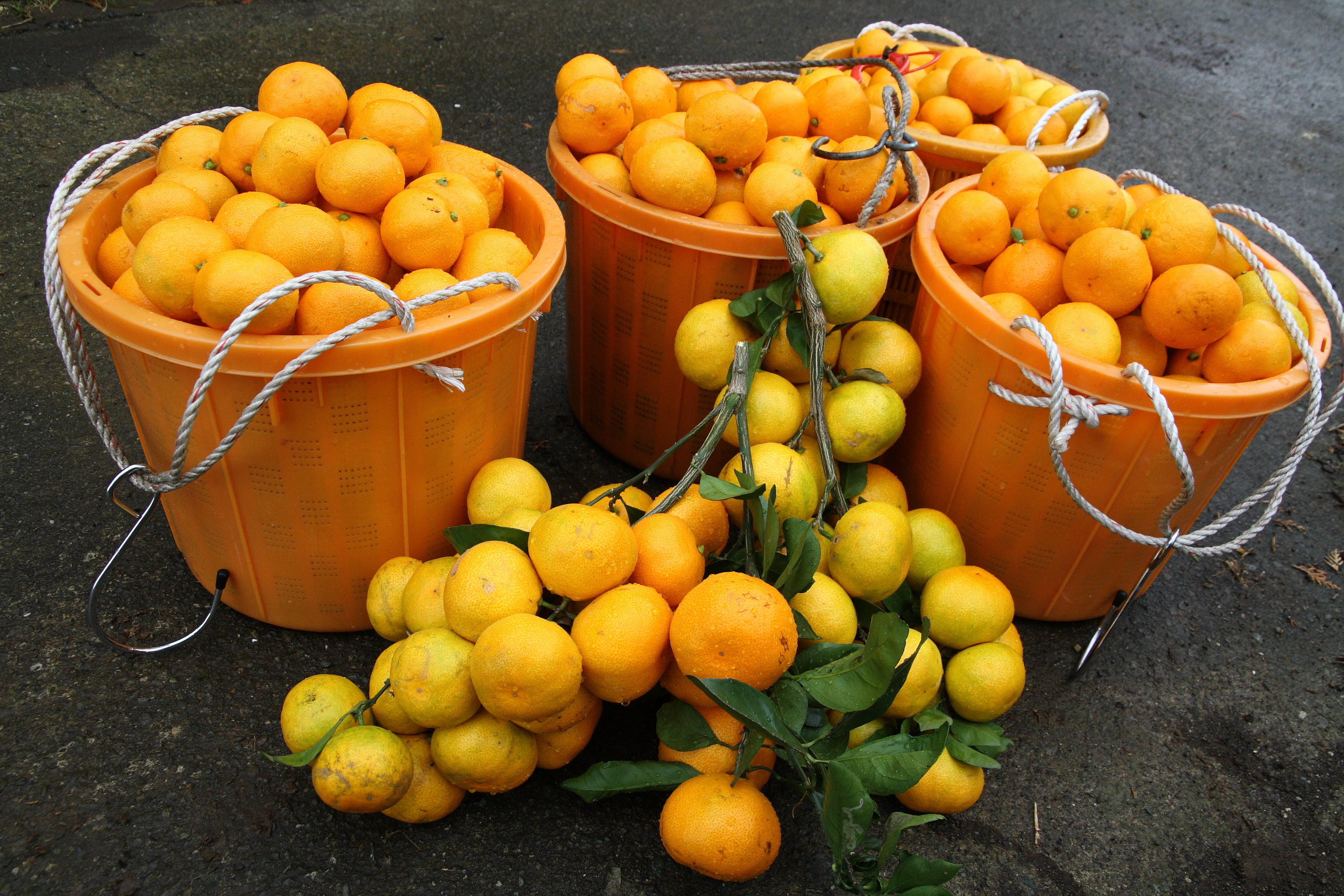
récolte de mikans

### Cultivars

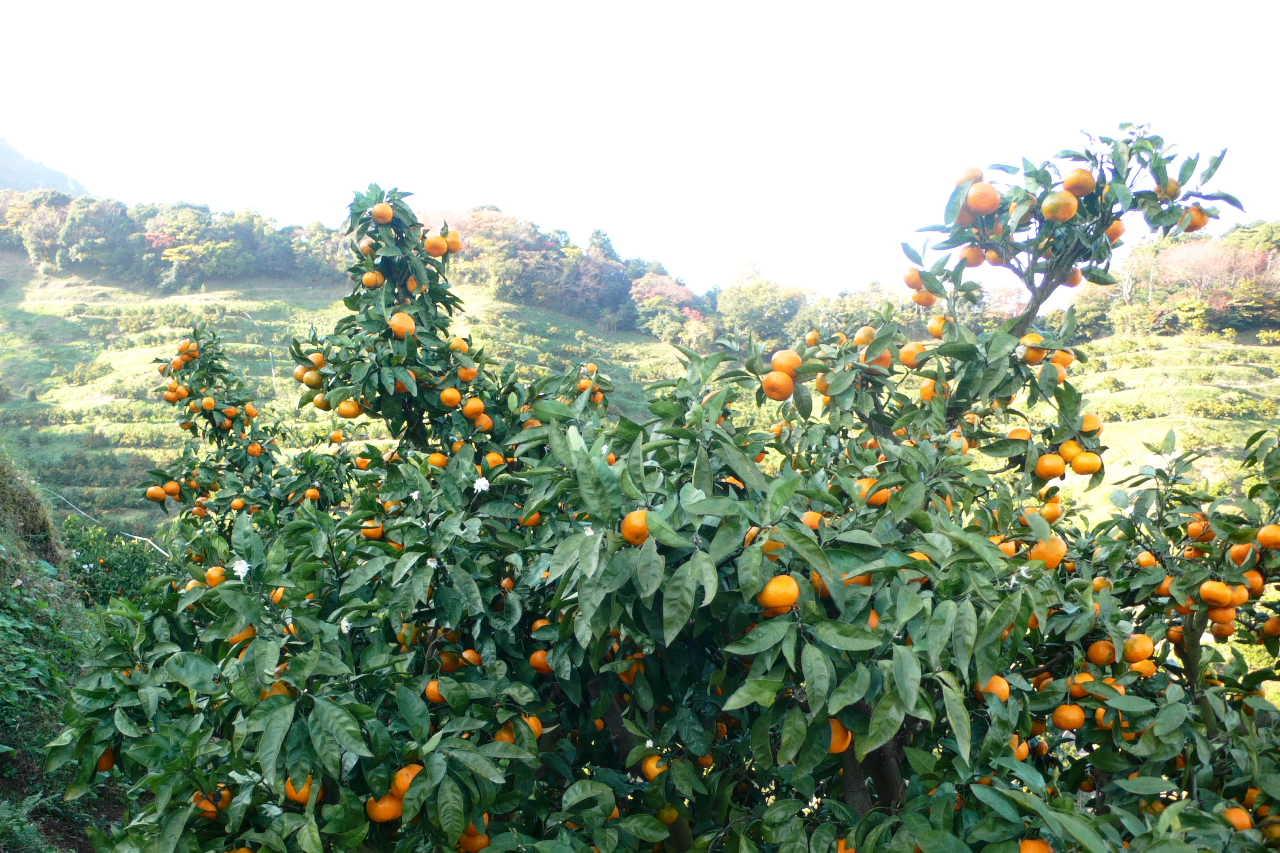
A Izunokuni, Préfecture de Shizuoka le 2 décembre

Plus d'une centaines de cultivars, différents par leur maturité, la forme des fruits, la couleur et la qualité sont inventoriés. Wase (早生) signifie maturation précoce en japonais. Tokurou Shimizu (2016) en donne 20 :  Aoshima, Dobashi beni, Haraguchi wase, Imamura, Iwasaki wase, Juman, Jutaro, Kinokuni, Kuno, Miyagawa wase, Nagahashi, Niu, Original, Otsu-4, Shirakawa, Sugiyama, Suruga beni, Ueno wase, Yamada et  Yamashita beni. L'université de Riverside a 47 cultivars en collection et la collection de Corse INRAE–Cirad de San Giuliano en propose (2020) 16 dont Ben di gang ju, Clausellina, Dobashi-Beni, Kowano, Miho, Miyagawa, Okitsu, Owari, Pucheng, Saïgon, Saint Jean, Salzara, Sugiyama, Variegated.
Les principaux cultivars fréquents en Floride sont Owari, Silverhill, Kimbrough, Brown Select, Early St. Ann et Xie Shan. L'IVIA (Institut Valencià d'Investigacions Agràries) donne par dates de maturité en Méditerranée :
- Iwasaki (岩崎), une mutation d'Okitsu qui aurait été découverte par Denichi Iwasaki, la plus plantée en Espagne[49]. Récolte de fin aout à fin septembre.
- Clauselina, mutation d'Owari découverte en 1962 à Almassora, Castellón par Francisco Llatser[50]. De mi-septembre à fin octobre, comme Okitsu.
- Okitsu, 2e cultivar en superficie au Japon, colore très bien malgré sa précocité. C'est un semis de Miyagawa réalisé par M. Kajiura et T. Iwasaki à la station de recherche horticole d'Okitsu en 1940[51]. Elle précède Miyagawa d'une semaine.

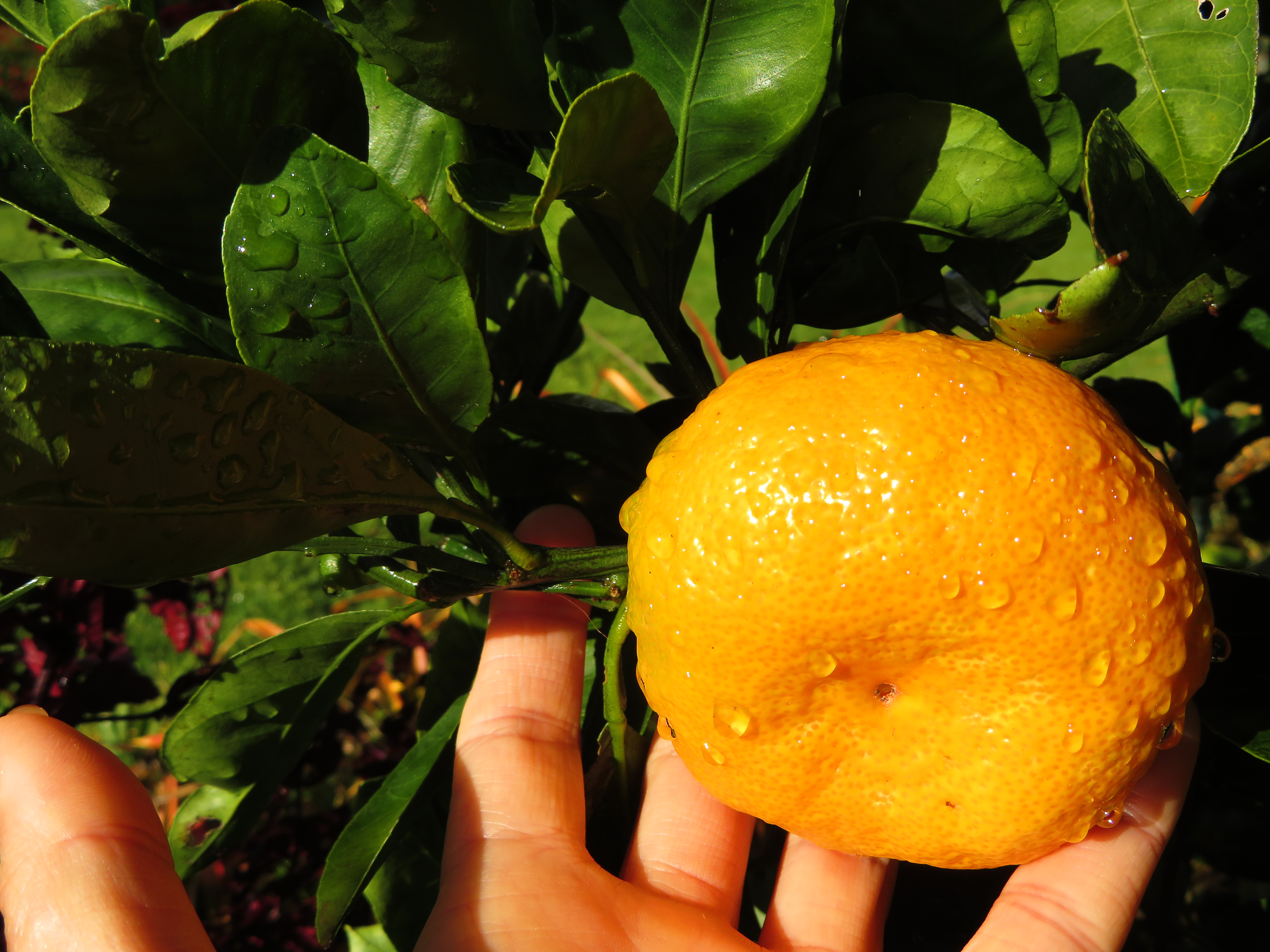
Owari

- OwariMiyagawa (宮川), cultivée en Sicile, largement consommée en Corée. Bon rendement, bon goût, largement utilisée pour la culture en serre. En 1915, à Sakamoto (préfecture de Fukuoka), Kenkichi Miyagawa a découvert une branche mutante dont les fruits remportent en 1916 le premier prix de la Station d'expérimentation agricole de Nakayama. En 1925, Tanaka la nomme Miyagawa Wase Unshu. Mi-octobre à novembre[52].
- Owari (尾張), chinois 尾張溫州 Owari Wenzhou, largement cultivée au Japon, il en existe de nombreux cultivars[53]. Maturité mi-octobre à décembre. La mandarine Kara est un hybride d'Owari et de la mandarine King. Les Owari constituent un groupe auquel appartiennent Lin Wenzhou, Xiangshan Wenzhou[54], Matsuyama. Aux USA, Silverhill Owari et Frost Owari sont recommandées aux horticulteurs[55].
- Belabela, satsuma à haut rendement[56], décembre à mi janvier.

Aux USA, Saint Anne est un cultivar précoce utilisé pour la production de jus. Par ordre de maturité croissante on trouve au Japon : Hashimoto, Miyamoto, Temprana, Wakayama (synonyme de Xie Shan), Miyamoto, Yamakawa, Ueno, Nichinan n°1 (climat chaud), Yurawase (octobre, petit fruit), Toyofuku Wase (obtention récente de Kumamoto, populaire), Kitahara Wase autre obtention récente très sucrée ; pleine saison : Nankan, Kawano Wase, Sugiyama, Hayashi et Koyama; tardives : Otsu, Chu-sei Wenzhu, Beni Ohara Wase, Sanuki Beni (toutes deux rouges) qui se récoltent fin décembre.
Le cultivar Kimbrough, originaire de Louisiane, est réputé le plus résistant au gel. Shirokolistvennyi a été développée en Russie pour les climats froids.

### Variabilité des cultivars
Les fruits sont principalement composé de sucres, d'acides organiques, de métabolites primaires clés et de flavonoïdes, qui sont des métabolites secondaires variables contribuant à une diversité des saveurs et des parfums selon les cultivars.
Une étude croate (2024) a montré la forte diversité des teneurs (synéphrine, phénols et flavonoïdes, profil des caroténoïdes et des substances volatiles) de 4 variétés de mandarines Satsuma, 'Saïgon', 'Kawano wase', 'Okitsu' et 'Kuno'. Les 43 composés volatils mesurés en μg kg –1, les plus fréquents sont le trans-β-ocimène (1,084 'Okitsu' à 262,29 'Kawano wase' ), le β-myrcène (14,56 'Okitsu' à 49,12 'Kawano wase' ), l'hexanal (3,7 'Kuno' à 31,04 'Okitsu') et l'α-pinène (0,39 'Kuno' à 3,48 'Kawano wase'). 'Kawano wase' est la variété la plus riche en composés volatils (grandes quantités de terpènes trans -β-ocimène, β-myrcène, α-pinène et β-pinène) d'où un profil aromatique bien typé Satsuma. 'Okitsu' contient les plus grandes quantités d'aldéhydes. Les substances volatiles les plus diversifiées sont la caractéristique unique de 'Kuno'. La pulpe de 'Saïgon' a la teneur la plus élevée en acide citrique, en synéphrine et son écorce est la plus riche en caroténoïdes.

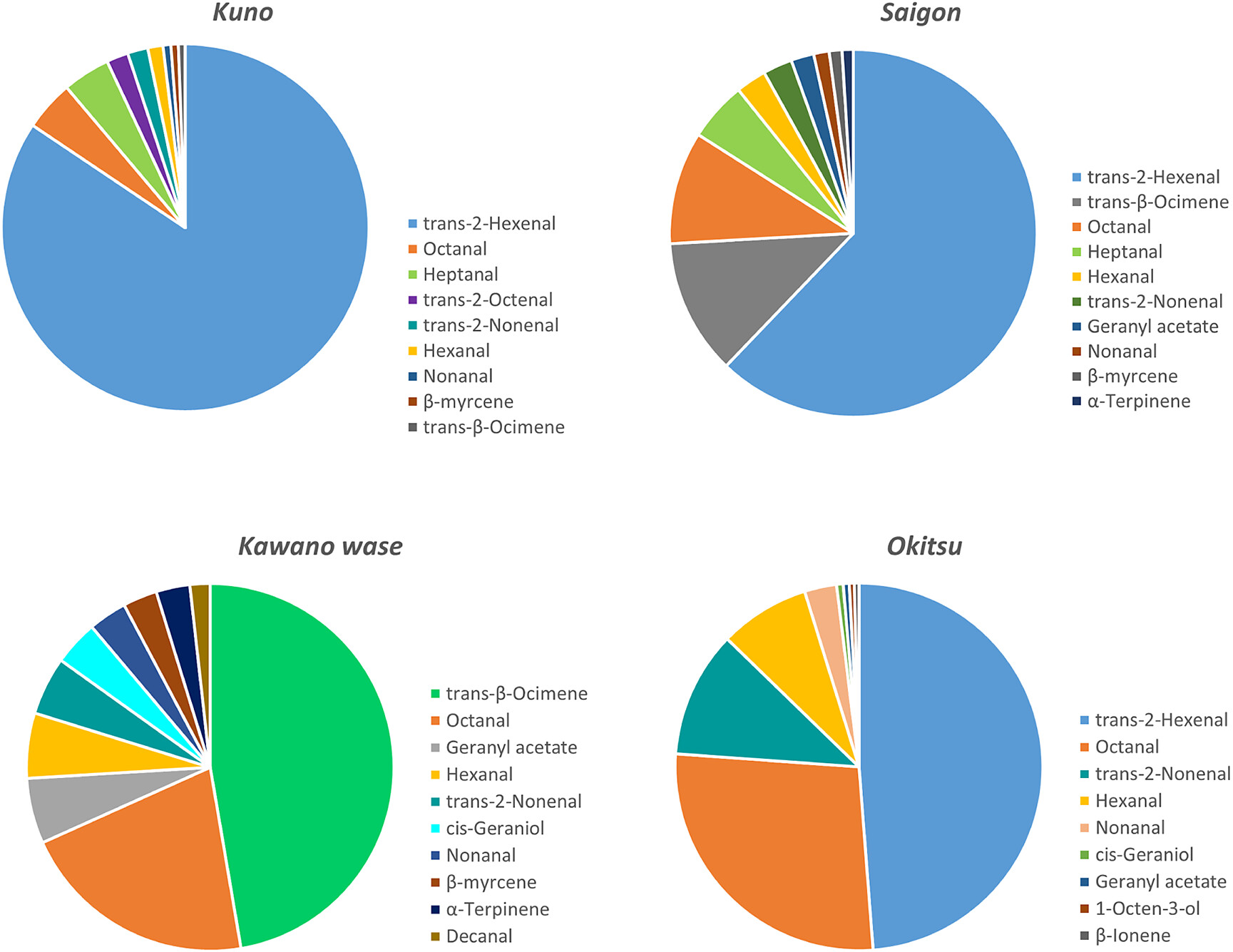
Forte diversité des valeurs d'activité olfactive des composés aromatiques dans 4 cultivars de Satsuma (2024).

## Utilisation

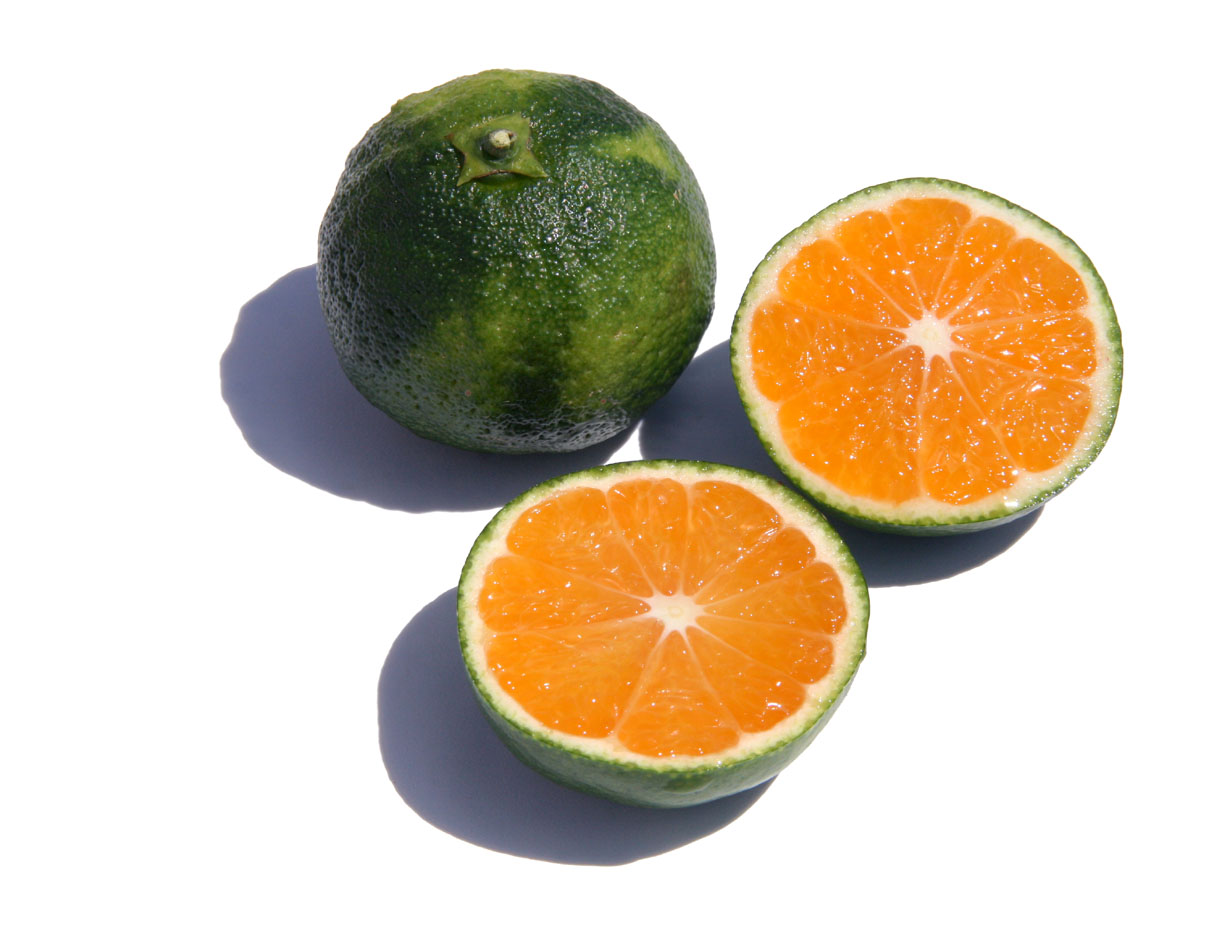
Aomikan (青みかん) satsuma verte récoltée le 15 aout

### Aomikan
Les mandarines vertes 青みかん (Ao mikan) aomikan qui résultent de l'éclaircissage pratiqué en août contiennent un jus peu sucré et acidulé qui est utilisé depuis 2015 comme condiment à Yokohama. On en fait des sauces, des vinaigrettes, la marque Amandarina a été créée par un amateur japonais de cuisine espagnole, une bière à la mandarine verte - Bière de Yokohama -, du thé à la mikan verte, il est aussi de nos jours vendu en poudre prête à diluer. Ce jus rafraichissant est réputé avoir des effets bénéfiques sur la santé.
En Corée, un extrait de satsuma verte riche en éosidine est utilisé en cosmétique comme régulateur de l'immunomodulation et la diminution de l'hypersensibilité de la peau. La peau et le jus des satsuma vertes ont des teneurs 50 % plus élevées en composés flavanones, par exemple l’hespéridine et la narirutine sont présentes à 77 mg/g d'extrait de satsuma verte contre 51 mg/g chez la satsuma mûre (2022).

### Les mikans de pleine saison
Les mikans sont des fruits de table faciles à peler, souvent sans pépins, juteux ; se conservant bien, elles se mangent telles quelles. En cuisine, on utilise le jus et le zeste, dans les boissons (il existe des bières d'automne au jus de mikan), la cuisine sucrée (sorbet, pâtisserie) et la cuisine salée.
La peau (verte ou orange) des mandarines satsuma séchées et nommée chen pi (陳皮 en chinois et en japonais), est utilisée dans la pharmacopée traditionnelle chinoise, notamment en infusion contre les refroidissements ; elle est également un condiment, excellente séchée et pulvérisée avec du chocolat ou cuite avec du poulet dans le Hunan.

### Parfumerie cosmétique
Les extraits de satsuma sont utilisés dans les cosmétiques et en parfumerie. Le parfum du distlat de fleur de satsuma a été publié (2003), l'odeur fraiche est attribuée à la présence of P-cymène, γ-terpinène et β--caryophyllène. L'élastse du fruit aurait un effet anti-âge, les extraits de satsuma atténuent les dommages causés à la peau par les UVA et sont inhibiteurs de la tyrosinase cause d'hyperpigmentation.

### Nutrition et médecine

#### Ethno-médecine
Les satsumas sont utilisées par la médecine traditionnelle chinoise pour stimuler les sécrétions gastriques, inhiber la sérotonine et la tyrosinase, antimicrobien et relaxant des muscles lisses. Le chenpi soigne les refroidissements.

#### Anti-inflammatoire et antioxydant

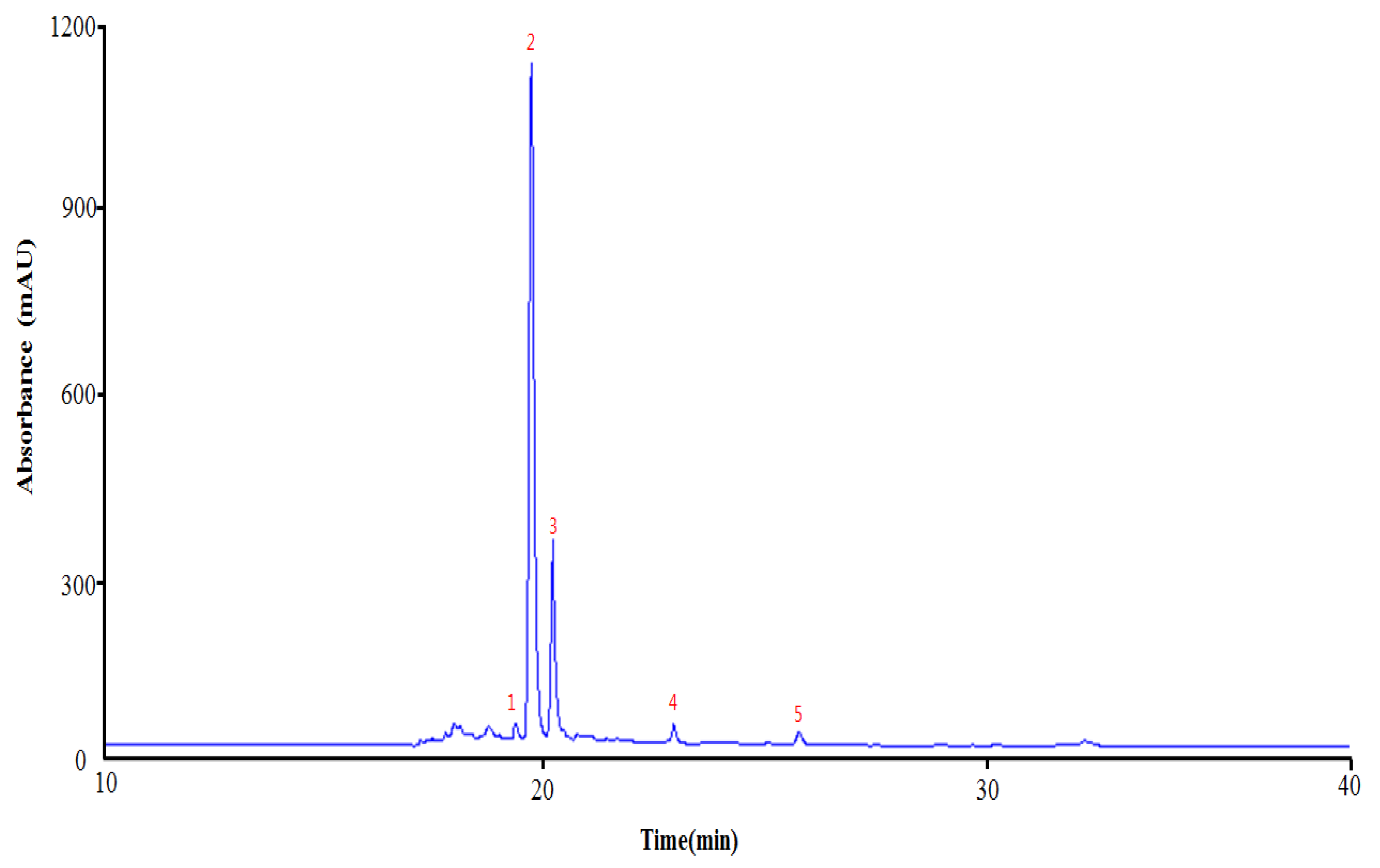
Chromatographie des flavonoïdes de satsuma: pics 1 Rutine, 2 Naringine, 3 Hespéridine, 4 Poncirine (2021)

La recherche contemporaine se concentre sur les flavonoïdes de la peau de satsuma immatures qui ont la capacité de diminuer l’inflammation et les dommages oxydatifs. Ils ont nombreux : flavonoïdes naringine, naringinine, hespéridine, hespérétine, lutéoline, narirutine, sinensétine, nobilétine et tangéritine. L'hespérétine a les activités antioxydantes les plus élevées, la naringinine étant le meilleur inhibiteur enzymatique, les Poly-Methoxy Flavones (sinensétine, nobilétine et tangeritine inhibent l'angiotensine-I et la lipase pancréatique. Ces flavonoïdes inhibent aussi (in vitro) la génèse des ostéoclastes ce sont donc des candidats pour traiter ou prévenir les maladies liées à la résorption osseuse et l'ostéoporose (2020) la présence de β-cryptoxanthine (un caroténoine) participe à cet effet.

## Huile essentielle
M. Sawamura (2011) qui donne l'analyse de 4 mikan dont Miyagawa et Okitsu ne dit pas quel isomère de limonène il mesure, Seon Dae Shin (2021) pas davantage. Masakazu Hara (1999) donne le d -limonène est un composant majeur de l'HE, il représente au moins 95 % du limonène total à tous les stades de développement. Son niveau maximum est atteint quand le fruit passe du vert foncé au vert clair fin aout début septembre, un niveau de 86 % de d -limonène est confirmé par Taner Bozkurt (2017). En revanche Xiao Nan Yang (2013) donne le l-limonène (88,11 %) précédant le γ-terpinène (4,6 %), le cyclohexane, le 2,4-diisopropényl-1-méthyl-1-vinyle (1,8 %), le phtalate de diméthyle (1 %), le β-linalol, β-myrcène, α-farnésène (0,9 % chacun) mais il ne donne pas le degré de maturité de ses fruits.
Elle se caractérise par ses notes florales, fraîches et fruitées. Pour comparaison l'HE de satsuma diffère des mandarine méditerranéennes par la présence d'α-thuyène, ces dernières sont riche en sabinène. Les composés différentiants α-thuyène, α-pinène, sabinène, myrcène, limonène, linalol, α-terpinéol et le germacrène-D.
Une étude coréenne (2014) a montré que l'huile essentielle de satsuma supprime la production de cytokines inflammatoires, dont l’interleukine (IL)-1β, le facteur de nécrose tumorale (TNF)-α et l’IL-6. Elle peut être considérée, écrivent les auteurs, «comme un candidat anti-inflammatoire potentiel présentant des avantages pour la santé humaine».

## Culture populaire
- Un mikan a joué un rôle important dans l'épisode de Noël 2005 de Doctor Who, L'Invasion de Noël.
- Nami du manga One Piece a grandi dans un verger de mikans et en possède quelques pieds sur le bateau. Son tatouage représente une mikan mélangée avec un moulin à vent.
- Mikan dans le manga l'Académie Alice porte ce prénom.